# یونو ال گرانده
یونو ال گرانده (انگلیسی: Jono El Grande؛ زادهٔ ۲۹ ژوئیهٔ ۱۹۷۳) موسیقی‌دان اهل نروژ است.